# Telopea
Telopea is een geslacht uit de familie Proteaceae. De soorten uit het geslacht zijn endemisch in Australië, waar ze voorkomen in New South Wales en op Tasmanië.

## Soorten
- Telopea aspera Crisp & P.H.Weston
- Telopea mongaensis Cheel
- Telopea oreades F.Muell.
- Telopea speciosissima R.Br.
- Telopea truncata R.Br.

... · 
Adenanthos · 
Alloxylon · 
Banksia · 
Grevillea · 
Leucadendron · 
Macadamia · 
Persoonia · 
Protea · 
Toronia · 
Xylomelum · 
...